# Ehemaliges Waisenhaus (Eichstätt)

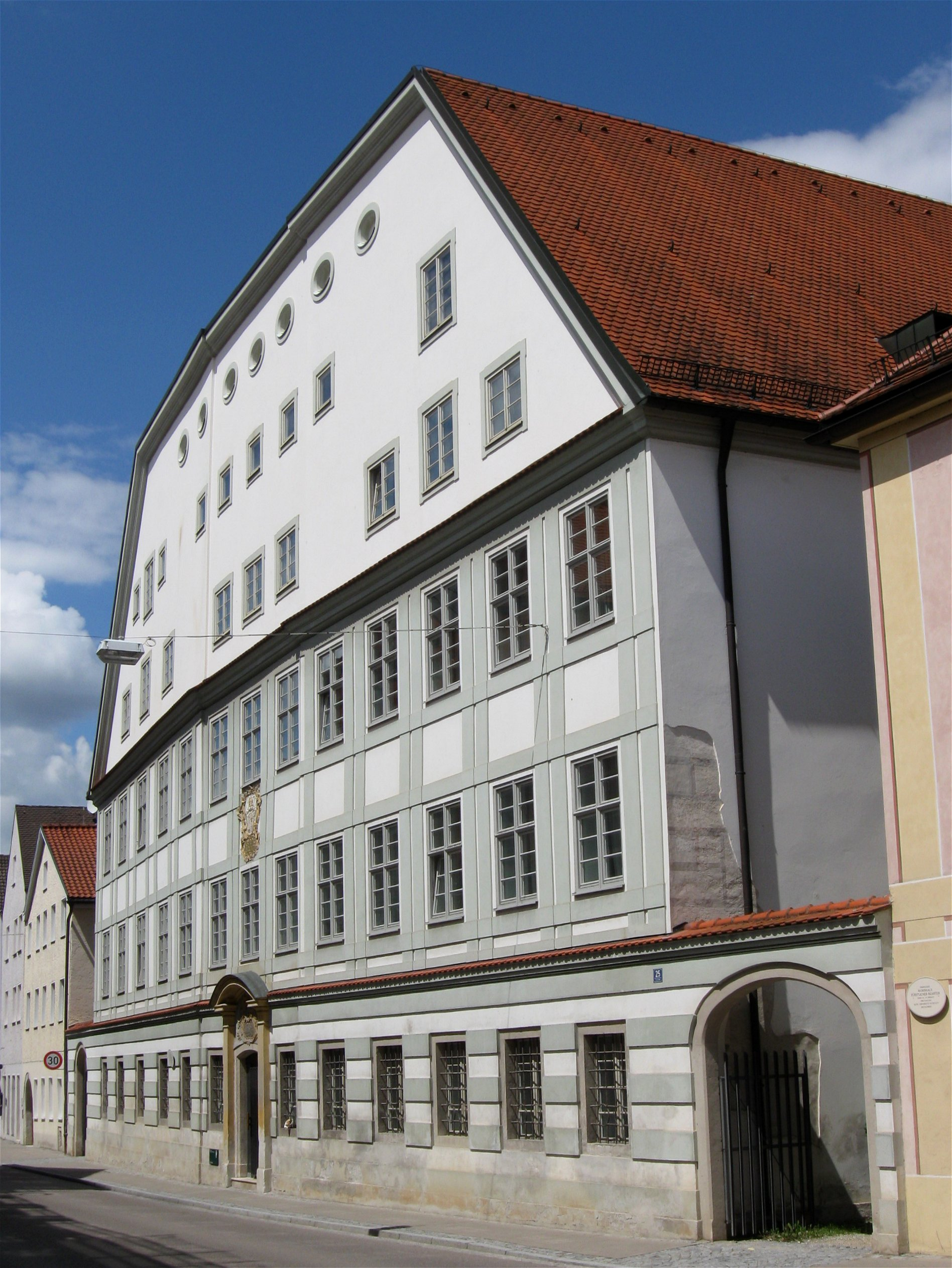
Straßenansicht

Das ehemalige Waisenhaus in Eichstätt aus dem 16. Jahrhundert wurde von Maurizio Pedetti und Giovanni Dominico Barbieri erweitert und vom Diözesanbauamt Eichstätt unter der Leitung von Karljosef Schattner zum Institutsgebäude für Psychologie und Journalistik der Katholischen Universität Eichstätt-Ingolstadt umgebaut. Das barocke Bauwerk ist unter der Aktennummer D-1-76-123-172 in der Denkmalliste Bayern eingetragen.

## Lage
Das Institutsgebäude befindet sich in der Ostenvorstadt Eichstätts in der Ostenstraße 25.

## Geschichte und Architektur

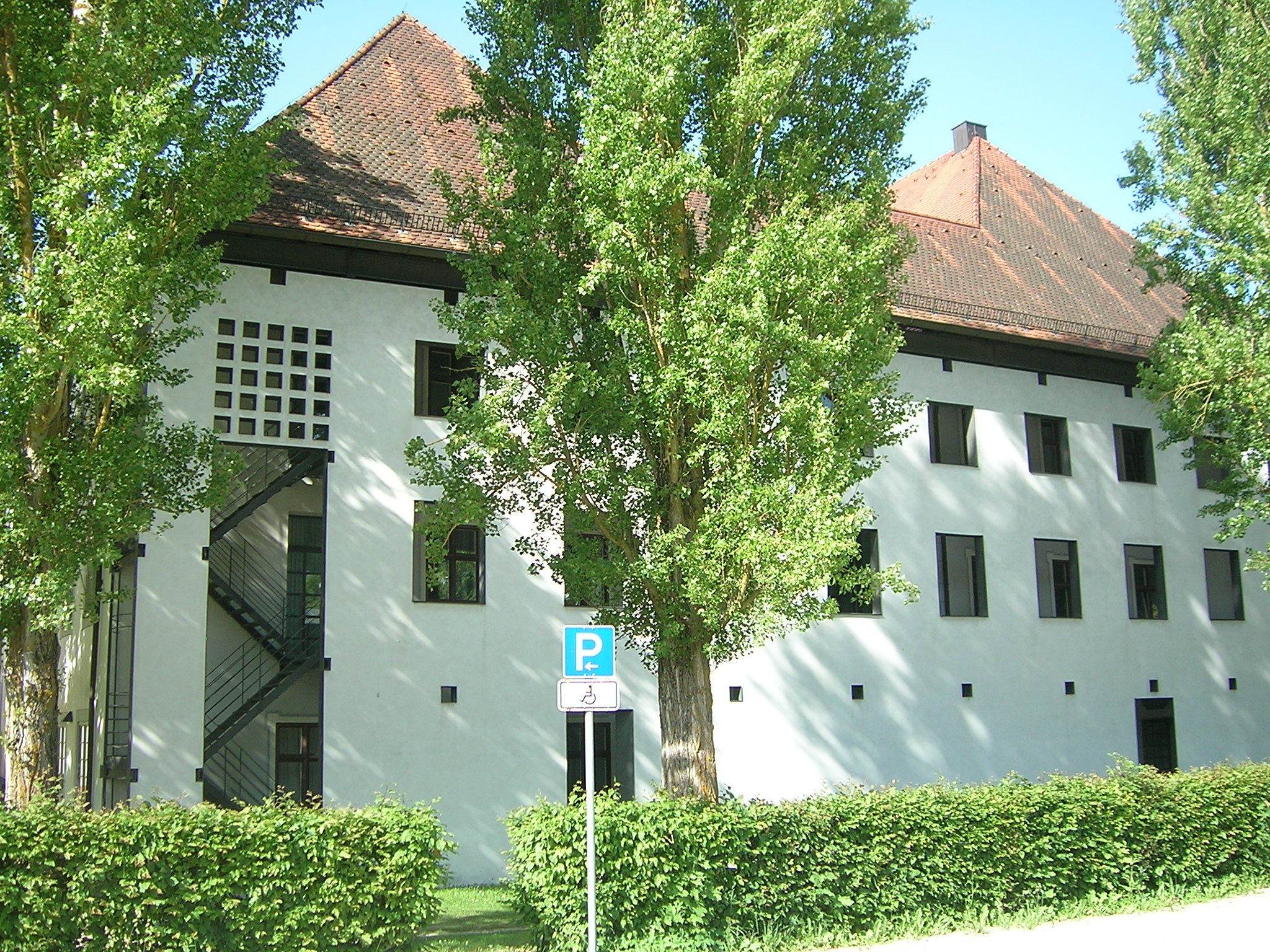
Rückfassade mit der neuen Mauerscheibe

Das ehemalige Waisenhaus besteht aus zwei dreigeschossigen giebelständigen Häusern. Das im 16. Jahrhundert errichtete Haus diente als Einrichtung sozialer Fürsorge. Erweitert wurde es zu einer Vierflügelanlage mit einem hohen dreigeschossigem Giebel zur Straße und Pultdach zum Innenhof. Steile Dächer im Süden und Norden, die durch schmale Fassadenbauten des 18. Jahrhunderts zu einer Vierflügelanlage mit kleinem rechteckigen Innenhof verbunden wurden. Vereint wurde es zwischen 1758 und 1759 nach den Entwürfen von Maurizio Pedetti und der Bauausführung von Domkapitel-Baumeisters Giovanni Domenico Barbieri. Seit den 1940er Jahren herrschte Leerstand mit der Folge einer sukzessiven Ruinierung des Bestandes. In den Jahren von 1985 bis 1988 wurden die bestehenden Häuser zum Institutsgebäude für Psychologie und Journalistik umgebaut. Diözesanbaumeister Karljosef Schattner und dessen Mitarbeiter Jörg Homeier und Norbert Diezinger sanierten den Bestand und setzten ein Treppenhaus in den bestehenden Innenhof. Bauherr waren die Heilig-Geist-Spital-Stiftung und die Stiftung Katholische Universität Eichstätt. Der international tätige Architekturfotograf Klaus Kinold dokumentierte fotografisch das umgebaute Baudenkmal.

## Denkmal
Das Institutsgebäude für Psychologie und Journalistik steht unter Denkmalschutz und ist im Denkmalatlas des Bayerischen Landesamtes für Denkmalpflege und in der Liste der Baudenkmäler in Eichstätt eingetragen.